# Minutoma yathribi
Minutoma yathribi is een vliesvleugelig insect uit de familie Mymaridae. De wetenschappelijke naam is voor het eerst geldig gepubliceerd in 2005 door Kaddumi.